# Myrmoborus melanurus
A Myrmoborus melanurus a madarak osztályának verébalakúak (Passeriformes) rendjébe és a hangyászmadárfélék (Thamnophilidae) családjába tartozó faj.

## Rendszerezése
A fajt Philip Lutley Sclater és Osbert Salvin írták le 1866-ben, a Hypocnemis nembe Hypocnemis melanura néven.

## Előfordulása
Dél-Amerika északnyugati részén, Brazília és Peru területén honos. Természetes élőhelyei a szubtrópusi vagy trópusi mocsári erdők, valamint édesvízi tavak, folyók és patakok környéke. Állandó, nem vonuló faj.

## Megjelenése
Testhossza 12 centiméter.

## Életmódja
Kevés az információ, valószínűleg rovarokkal és pókokkal táplálkozik.

## Természetvédelmi helyzete
Az elterjedési területe nem nagy és csökkenő, egyedszáma is csökken. A Természetvédelmi Világszövetség Vörös listáján sebezhető fajként szerepel.